# 山本一元
山本 一元（やまもと かずもと、1933年7月22日 - 2025年4月25日）は、旭化成元社長、旭化成相談役、一般社団法人明専会会長。
山口県出身。1957年九州工業大学工学部工業化学科卒業。1957年旭化成工業(現・旭化成)入社、常務、専務、旭化成ホームズ代表取締役社長、旭化成工業代表取締役副社長を経て、社内で絶対的な権力を握っていた山口信夫会長の指名を受け1997年に社長に昇格。2003年から副会長、常任相談役、2009年から2014年まで相談役。シチズンホールディングス社外取締役。TOTO社外取締役。2006年から2013年まで一般社団法人明専会会長。2025年4月25日に死去。91歳没。

## 著書
- 『道に迷えば歴史に問え』日刊工業新聞社 2005

## 参考資料
- 役員一覧：シチズンホールディングス株式会社
- 役員一覧：役員一覧：TOTO
- 慈愛に満ちた九工大の師弟関係 旭化成・山本一元相談役 MSN産経ニュース
- 山本一元旭化成株式会社常任相談役 - 筑波大学
- 旭化成の山本一元相談役が語る“信長論”「戦国武将のように変化できる企業へ！」 - ダイヤモンド・オンライン